# جائزة روبرت لأفضل ممثلة في دور مساعد
جائزة روبرت لأفضل ممثلة في دور مساعد (بالدنماركية: Robert for årets kvindelige birolle)‏ هي جائزة للأفلام في الدنمارك وهي إحدى فئات جائزة روبرت. تمنح لأفضل ممثلة ثانوية في فيلم دنماركي. منحت للمرة الأولى في سنة 1984. من الفائزات بها ليني نيستروم (2010)، بوديل يورجنسن (2011)، شارلوت غينسبور (2012 عن دورها في فيلم سوداوية)، ترين ديرهولم (2013) وسوسي وولد (2014).